# René Guilbaud
Pour les articles homonymes, voir Guilbaud.
René Cyprien Guilbaud, né le 8 octobre 1890 à Mouchamps (Vendée)
et mort le 18 juin 1928 en mer de Barents, est un officier de marine et aviateur français disparu dans une tentative de recherche du ballon dirigeable Italia.

## Biographie
Il est le fils d'Albert Georges Cyprien Siméon Guilbaud, pharmacien de 1re classe qui décédera en 1902, et de Berthe Marie Puaud. Élève boursier, il suit des études au lycée de la Roche-sur-Yon puis à celui de Nantes avant d'intégrer l'École navale de Brest en 1909. Il est nommé aspirant en octobre 1911. D'octobre 1912 à novembre 1916 il est enseigne de vaisseau dans la Marine nationale à bord du cuirassé République.
Puis il passe dans l’aviation maritime et obtient son brevet de pilote, à l'école d'aviation militaire de Chartres (future base aérienne 122 Chartres-Champhol). Il est affecté aux patrouilles aériennes de Gascogne, basées à La Pallice. Il est promu lieutenant de vaisseau en janvier 1919. En 1923, il sert à bord du Patrie.
En 1926, il tente une liaison France-Madagascar en hydravion CAMS 37 GR (Grand Raid). Il a pour copilote le premier maître Georges Bougault, et est accompagné du lieutenant de vaisseau Marc Bernard qui pilote le Lioré et Olivier LeO H-194. Son avion tombe en panne en cours de route, mais il parvient à rentrer en France après réparations en parcourant 22 000 km, effectués en 38 étapes et 240 heures de vol. Promu capitaine de corvette en février 1927, René Guilbaud devient la même année officier d'ordonnance du ministre de la Marine Georges Leygues. En 1928, il prépare un raid transatlantique sur New York.
Le 14 juin 1928, René Guilbaud est appelé à participer aux côtés de Roald Amundsen aux recherches de l'équipage du ballon dirigeable Italia d'Umberto Nobile. Il quitte 4 jours plus tard les côtes de Norvège aux commandes de l'hydravion prototype Latham 47 en compagnie de 3 équipiers français (Gilbert Brazy, Albert Cavelier de Cuverville et Émile Valette), d'Amundsen et d'un autre Norvégien, Leif Dietrichson. On perdra la trace de l'aéronef, jusqu'à ce que, quelques mois plus tard, on en trouve des débris et ceux d'un radeau de fortune en mer de Barents. L'équipage ne fut jamais retrouvé. Le capitaine de corvette René Guilbaud fut promu capitaine de frégate à titre posthume.

## Distinctions
- Commandeur de la Légion d'honneur (23 octobre 1928)

## Hommages
- Une rue de La Rochelle en Charente-Maritime porte son nom
- Une rue de Paris (16e arrondissement) porte son nom depuis 1929.
- Une rue de Brest dans le Finistère porte son nom.
- Une rue de Sainte Savine dans l'Aube porte son nom
- Une rue de Wasquehal dans le Nord porte son nom. Cette rue est connectée aux rues des aviateurs François Coli et Georges Guynemer
- En 1930, un monument à la mémoire de René Guilbaud, réalisation des frères Martel, est érigé dans son village natal à Mouchamps en Vendée.
- L'école publique de Mouchamps (son village natal) porte son nom.
- Un autre monument fut inauguré en 1931 à Caudebec-en-Caux à la mémoire de l'équipage du Latham.
- Un quai au bord de Seine à Caudebec-en-Caux porte son nom
- Une place aux Sables-d'Olonne porte son nom